# Anastázie Nikolajevna
Svatá Anastázie Nikolajevna Ruská (Anastázie Nikolajevna Romanovová, (rusky: Великая Княжна Анастасия Николаевна Романова) (5. červnajul./ 18. června 1901greg. – 17. července 1918) byla nejmladší dcera posledního panovníka Ruského impéria, cara Mikuláše II. a jeho ženy Alexandry Fjodorovny.
Velkokněžna Anastázie byla přezdívána Rarášek, a to pro svou živelnou povahu a proto, že dokázala svou rodinu i v těch nejtěžších chvílích rozveselit.
Spolu s celou carskou rodinou (rodiči a všemi sourozenci) byla v noci ze 16. na 17. července roku 1918 zavražděna na rozkaz bolševiků ve sklepě Ipaťjevova domu v Jekatěrinburgu. Protože si velkokněžny předtím do šatů zašily své diamanty (kvůli nebezpečí loupeží), jejich utrpení se prodloužilo, neboť se kulky od diamantů odrážely. Některé z žen resp. dívek byly nakonec ubodány bajonety.
V roce 2000 byla Anastázia společně s rodiči a sourozenci pravoslavnou církví kanonizována jako „strastotěrpěc“ (trpitel, mučedník).

## Odraz v umění
Příběh nejmladší dcery Mikuláše II. i tragického zániku celé carské rodiny nahradil klasický pohádkový námět baletu Petra Iljiče Čajkovského Šípková Růženka ve ztvárnění (režie i choreografie) maďarského choreografa Youri Vámose. Premiéra baletu pod názvem Spící krasavice – poslední dcera cara na scéně Státní opery Praha se uskutečnila 23. ledna 2010.

## Falešná Anastázia
V roce 1920 se objevila jistá Anna Andersonová, která o sobě prohlašovala, že je nejmladší dcerou carského páru, Anastázií. Prý masakr přežila a pak potkala československé legionáře, kteří se o ni postarali. Kromě její výrazné podobnosti s Anastázií svědčilo pro Andersonovou to, že uváděla skutečnosti, na které by si mohla vzpomenout jen sama velkokněžna Anastázie. Jenže nebyl nikdo, kdo by mohl přesvědčivě dosvědčit, že je to pravda. Podezřelé bylo, že neuměla rusky. Nakonec se prokázalo, že Andersonová je psychicky narušená polská dělnice Francizska Schanowska.
Spekulace o přeživší Anastázii nakonec utichly v roce 2008, kdy byly její ostatky nalezeny.

## Filmové zpracování
- 1956: Anastasia, hraný film s Ingrid Bergmanovou (Oskar) a Yulem Brynnerem
- 1986: Anastasia, hraný film
- 1997: Anastázie, kreslené zpracování životního příběhu velkokněžny Anastázie